# نجوای بی‌پروا
«نجوای بی‌پروا» (به انگلیسی: "Careless Whisper") یا زمزمه‌های بی‌پروا تک‌آهنگ معروفی است از جرج مایکل که در ۱۹۸۴ میلادی توسط اپیک رکوردز در بریتانیا و ژاپن و توسط کلمبیا رکوردز در آمریکای شمالی منتشر شد. این نخستین تک‌آهنگ انفرادیِ اوست و در ۲۵ کشور رتبهٔ نخست را کسب کرد و حدود شش میلیون نسخهٔ آن به فروش رفت. همچنین یکی از بهترین ملودی‌های ساکسوفون نیز بشمار می‌رود.

## فهرست ترانه‌ها
- 7" single

1. "Careless Whisper" — ۵:۰۴
2. "Careless Whisper" (بی‌کلام) — ۵:۰۲

- 12" maxi

1. "Careless Whisper" (آلبوم) — ۶:۳۰
2. "Careless Whisper" (ویژه) — ۵:۳۴
3. "Careless Whisper" (بی‌کلام) — ۴:۵۲

## دست‌اندرکاران
- ساکسفون — Steve Gregory
- باس — Deon Estus
- درام‌ها — Trevor Morrell
- پیانو — آن دادلی
- گیتار — Hugh Burns
- کیبورد — Chris Cameron
- پرکاشن — Danny Cummings
- تصویربرداری — Tony McGee
- تولید — جرج مایکل
- آهنگساز — Andrew Ridgeley, George Michael

## در آثار دیگر
در پخش انیمه آن شرلی با موهای قرمز در تلویزیون ایران نسخهٔ بی‌کلام این اثر (ساختهٔ ریچارد کلایدرمن و جیمز لست) همراه با دکلمه نصرالله مدقالچی به جای آهنگ ابتدای آن استفاده شده‌است. به همین دلیل این اثر در ایران با نام آهنگ آن شرلی نیز شناخته می‌شود.

## جدول‌ها
| Chart (1984)                        | Peak position |
| ----------------------------------- | ------------- |
| Australian Singles Chart            | ۱             |
| Austrian Singles Chart              | ۲             |
| Dutch Top 40 Singles Chart          | ۱             |
| French SNEP Singles Chart           | ۳             |
| Germany Singles Chart               | ۳             |
| جدول تک‌آهنگ‌های ایرلند               | ۱             |
| Italian Singles Chart               | ۱             |
| Japanese Oricon Singles Chart       | ۴             |
| Japanese Oricon International Chart | ۱             |
| Norwegian Singles Chart             | ۲             |
| South African Singles Chart         | ۱             |
| Swedish Singles Chart               | ۲             |
| Swiss Singles Chart                 | ۱             |
| جدول تک‌آهنگ‌های بریتانیا             | ۱             |

| Chart (1985)                               | Peak position |
| ------------------------------------------ | ------------- |
| Canadian Singles Chart                     | ۱             |
| Canadian RPM Top Singles                   | ۱             |
| US ۱۰۰ اثر برتر بیلبورد                    | ۱             |
| US Hot Black Singles                       | ۸             |
| US Billboard Hot Adult Contemporary Tracks | ۱             |